# Urmijsko jezero
Urmijsko jezero (perzijsko دریاچه ارومیه, kurdsko Gola Urmiyê) je plitvo in zelo slano endoreično jezero, ki leži v višavju zahodno od Tabriza na severozahodu Irana. Jezersko kotanjo polnijo številni pritoki z okoliških gora, glavni so reke Talheh, Zarīneh in Sīmīneh, odtoka pa nima, zato je vodostaj odvisen od razmerja med pritokom vode in izhlapevanjem. Glavni vpliv ima količina padavin v njegovem 52.000 km² velikem povodju, zato globina niha do enega metra med letnimi časi, zaradi plitkosti pa posledično tudi površina. Druga posledica dejstva, da voda izginja samo z izhlapevanjem, je velika slanost; slanica Na–(Mg)–Cl–(SO4) dosega največjo koncentracijo 217–235 g L−1 z minimumom spomladi in viškom pozno jeseni, kar je približno četrtina toliko kot Mrtvo morje. Posledično v jezeru uspevajo samo močno slanoljubni organizmi, predvsem alge.
Jezero z okoliškimi polslanimi mokrišči je nekoč predstavljalo habitat številnih vodnih ptic, ki so tu gnezdile, znano je bilo zlasti po 40.000 do 80.000 parih plamencev, pomembno pa je bilo tudi kot postojanka za selivke. Območje je razglašeno za narodni park, že od leta 1975 pa ima tudi status mokrišča mednarodnega pomena po Ramsarski konvenciji. Okolica je razmeroma redko poseljena, med vidnejšimi umetnimi posegi je nasip za cesto, zgrajen v 1990. letih, ki seka jezero prek 15 km široke ožine v sredini.
Urmijsko jezero se v zadnjih dveh desetletjih naglo krči, podobno kot bolj znano Aralsko jezero, kar nekateri označujejo za ekološko katastrofo regionalnega pomena. Še v začetku 21. stoletja je površina znašala 5200 km², do leta 2015 pa se je zmanjšala na desetino. Zdaj je ostanek jezera omejen na kotanjo severno od nasipa, južni del pa je praktično presušen. Glavni vzrok je regulacija pritokov in odvzemanje vode za namakanje, pa tudi desettisoče nelegalnih vodnjakov je močno znižalo nivo podtalnice. Vpliv je imel verjetno tudi nasip, ki ovira naravno kroženje vode. Zaradi delovanja mikroorganizmov ob povečevanju slanosti je voda spremenila barvo iz azurne v živordečo. Večina ptic je zdaj izginila, za jezerom pa so ostale obširne suhe planjave s plastjo soli, ki jo veter raznaša po bližnji in daljni okolici, s tem pa zastruplja obdelovalne površine ter povzroča zdravstvene težave prebivalcev celo v Tabrizu več deset kilometrov stran. Močno upadel je tudi nekdaj množičen turizem.